# Спорт Тото (предаване)
Спорт Тото (преди Теглене тиражите на TOTO 2 и Втори ТОТО шанс) е предаване на Българската национална телевизия, в което се излъчват тиражи на Българския спортен тотализатор.
Предаването е продукция на главна редакция „Спорт“, докато не се превръща във външна такава. Обикновено се излъчва по БНТ 1, но понякога това се случва по БНТ 2 или БНТ 3 поради определени причини. В такъв случай на официалната уебстраница на тотализатора се оповестява предварително за това чрез съобщение.

## История
Директните излъчвания на тиражите на тотализатора започват през месец септември 1975 година, когато за тази цел се появява и първото предаване. Дълги години предаването се придържа единствено към изтегляне, съобщаване на печелившите комбинации и съобщаване на постъпленията, джакпота и броя подадени фишове, докато не се появява играта „Втори ТОТО шанс“ (2002) за неуспелите да спечелят в редовното теглене: допълнителните парични и предметни печалби раздава специален гост (отначало изявена спортна личност), който обикновено попълва символично свой фиш на края на предаването. Оттогава предаването има не само глас зад кадър, но и водещ: такива са били Люба Пашова, Мария Игнатова, Ивайло Гаврилов, Цветан Николов (сменен от Деян Славчев-Део, по-късно през 2015 година отново в лицето на водещ за кратко) и други. Единадесет години по-късно започва излъчването на тегленето на тиражите от студио 4 на БНТ (дотогава това се случва от площадка в студио 6).
За периода 2014 – 2015 година предаването претърпява значителна промяна – изготвена е специална аудио-визуална шапка, налице е приглушен музикален съпровод на заден план, представят се актуалните моментни лотарийни игри от асистентка на водещия, същата изтегля наградата във „Втори ТОТО шанс“, печеливши получават своите печалби в студиото, вече се съобщава броя спечелени суми и тяхната стойност, а в репортажи се показват спечелилите по-големи печалби (включително и джакпотите). В някои предавания директорът на БСТ Мария Янева разказва интересни факти от историята на тотализатора. Появяват се реклами на предаването.
От 2 октомври 2016 година в ефира са две предавания: това по националната телевизия остава, като променя името си на „Спорт ТОТО“, но започва паралелното излъчване на ново такова по bTV – „Спорт Тото“ (заб. главните букви). Водещи по БНТ стават вече познатият Цветан Николов и Уляна Чан (до 2019 г.).
От 2020 г. „тото“-то се излъчва само по БНТ. Скоро започва активно рекламиране на джакпотите, лотарийните игри и футболната Тото 1 (последната е рекламирана единствено в предаването, но не и в рекламния блок на БНТ).

## Любопитни факти
- Дългогодишен елемент от предаването е било представянето на членовете на следящата тегленето контролна комисия.[2] В последни години комисията заключва специален диск с постъпилата информация за тиража.
- С времето се е променяла последователността на излъчване на тегленията.
- Преди в БСТ да настъпи модернизация, при наличие на голям интерес към джакпот се е случвало тегленето да се излъчва след 20:00 часа̀, което иначе би било необичайно. Понастоящем часовете на излъчване остават фиксирани освен в извънредни случаи.[8]
- Когато в 59-и тираж от 2015 година се разбира, че натрупаният джакпот в играта 6/49 е спечелен, водещият Део и неговата асистентка отварят в ефир бутилка шампанско. Това се случва и в 61-ви тираж.
- Тегленията дълги години се осъществяват на фона на „Disco Special“ на „Discothèque“, чиято мелодия се превръща в култ за участниците в игрите на спортния тотализатор. Откъс от мелодията все още се чува.
- Актьорите от „Улицата“ осмиват тегленето на тиражите в едно от едноименните комедийни предавания.